# スルド

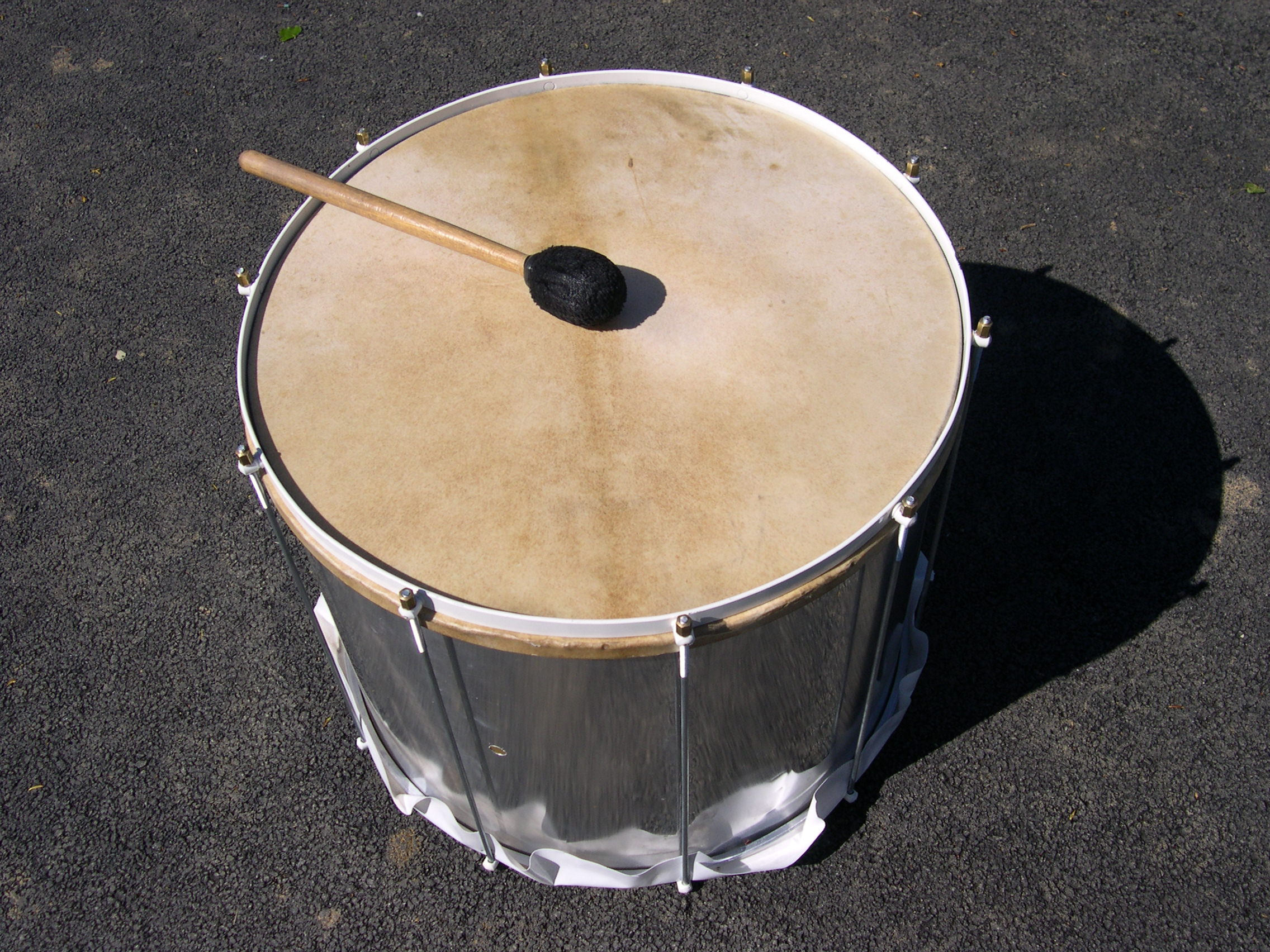
スルド

スルド（ポルトガル語：Surdo）は、ブラジルの打楽器である。主にサンバやボサノヴァなどのブラジル音楽全般で使われる。

## 概要
種別的には膜鳴楽器に分類される。リズム上ではドラムセットのバスドラムに相当する（なおブラジルではフロアタムをスルドと呼ぶ）。木製あるいは亜鉛メッキを施したアルミニウムなどの金属製の筒状の大太鼓で、上下に皮革やナイロンないしナパといわれる合成皮革（これらの「膜」は俗にヘッドと総称する）が使われる。これをストラップ（ブラジルではタルバラチと呼ばれる）で肩から吊るして演奏する。
本来は18インチの大きさをスルドと呼んでいたが、様々な大きさのものが作られると、それに合わせて名称がついた。したがってスルドはインチによって呼び名が変わる。なお楽器メーカーによって名称が異なるものがあるが、正式な名称は以下の通り。
- ギガンチ（Gigante, 26インチ）
- アブリ・アラス（Abre-Alas, 24インチ）
- テルミ・テーハ（Treme-Terra, 22インチ）
- マラカナ（Maracana, 20インチ）
- スルド（Surdo, 18インチ）
- モ、もしくはモー（Mor, 16インチ）

また現在、サンバできっかけを出す楽器をヘピーキ（ヘピニキ）と呼称しているが、当初はスルド・ジ・ヘピーキ（Surdo de Repique）と呼称されていた。
サンバは基本的に2拍子の音楽であるが、スルドはこの基本的なテンポを刻む楽器として演奏される。一人で演奏する場合、片手でバチを持って叩き、もう一方の手のひらで軽くミュート（消音）するか、リズムを軽くとって演奏する。2人以上で演奏する場合は、1拍子目と2拍子目をパートで分ける。エスコーラ・ジ・サンバの場合は基本的に音階と叩くパターンの違いに応じてプリメイラ、セグンダ、テルセイラの3つのパートに分けられる。
楽譜上に表記ではセグンダが最初の音になるが、サンバはもともと2拍子目が基本的なリズムであったため、これをプリメイラ（Primeira、「最初」）という。後に1拍子目が演奏に加えられるようになり、これをセグンダ（Segunda、「2番目」）と呼ばれるようになった。サンバはしばらくこの2拍子が中心であったが、次第にその中間にもリズムが入れられるようになった。これをテルセイラ（Terceira、「3番目」）と呼び、リズムをスウィングしたり、カットさせる働きが加えられ、演奏の幅が広がった。
サンバにおけるスルドの役割を整理すると次の通り。
- スルド・ジ・プリメイラ（Surdo de Primeira）、印しのリズムで問いかける、音楽上は強いテンポ。これはリオにおける呼称であるが、サンパウロではスルド・ジ・マルカサォン（Surdo de Marcação, マルカサォンは「印し」との意味）という。
- スルド・ジ・セグンダ（Surdo de Segunda）、答えのリズム、音楽上は弱いテンポ、サンパウロではスルド・ジ・ヘスポスタ、（Surdo de Resposta, ヘスポスタは「答え」との意味）という。
- スルド・ジ・テルセイラ（Surdo de Terceira）、スウィングしたりカッティングするリズム、音楽上はスウィングするテンポ、サンパウロではスルド・ジ・コルチ（Surdo de Corte, コルチは「切る」との意味）という。

このように、サンバのリズムはプリメイラ・セグンダ・テルセイラの3つで基本的な音が構成されている。またスルドは、本来はプリメイラとセグンダに対し、テルセイラを2倍から3倍の人数編成とするのが常識的である。たとえばプリメイラとセグンダ各5人だとするとテルセイラは10~15人となる。これがもっともベーシックで正しい人数編成であるとされる。
なおスルドの演奏に使う撥（バチ）は、日本では一般的にマレットと呼ぶことが多いが、マレットは木琴や鉄琴楽器、またティンパニで使用するバチを意味し、これは正確ではない。ブラジルでは、本来は木槌を意味していたマセタ（Maceta）と呼ばれるのが通例となっている。
リオのカーニバルにおけるパレードでは、皮革を使うことが常識となっている。なお、自然皮革は水に弱いので、雨が降りそうな場合は皮の上に薄いビニールを張って対策する。これに対し、日本では気候温暖の変化が激しいこと、また費用の安さ、比較的チューニングしやすいことなどから、ナイロンヘッドもしくはナパヘッドが多用される。しかし近年ではブラジルの様式にならい、ナイロンやナパよりも音質の良い自然皮革を使うことも多くなっている。

## 歴史と名称
スルドは、1920年にビヂ（Bide）によって発明された。それ以前のリオのカーニバルにおけるサンバでは、パンデイロが最も低音でサンバの基本的な楽器とされていた。Surdoとは直訳すればろう者のことであるが、ビヂが初めて公開した時に周囲から「これはあまり音が聞こえない」といわれたため、彼はこの楽器をスルドと名づけたという。